# Girilayu
Girilayu is een bestuurslaag in het regentschap Karanganyar van de provincie Midden-Java, Indonesië. Girilayu telt 3554 inwoners (volkstelling 2010).